# Liste der Geotope in Bayern
In der Liste der Geotope in Bayern sind die Geotope in Bayern aufgelistet. Grundlage dieser Liste sind die vom Bayerischen Landesamt für Umwelt ausgewiesenen Geotope. Diese Liste enthält über 2.500 Geotope. Die Angaben in den einzelnen Listen ersetzen nicht die rechtsverbindliche Auskunft vom Bayerischen Landesamt für Umwelt.

## Aufteilung
Wegen der großen Anzahl von ausgewiesenen Geotopen in Bayern, sind diese auf Städte und Landkreise aufgeteilt. Eine Übersicht über diese Geotoplisten findet sich in der folgenden Navigationsleiste.